# Thiomargarita magnifica
Thiomargarita magnifica is een zwaveloxiderende gammaproteobacterië, die onder water groeit op de vrijstaande bladeren van de rode mangroven in een Guadeloupe-archipel van de Kleine Antillen. Deze filamentvormige bacterie is de grootste bacterie die ooit is ontdekt, met een gemiddelde lengte van 10 mm en sommige individuen tot 20 mm.

## Kenmerken
Het organisme werd oorspronkelijk begin 2010 ontdekt door Olivier Gros van de Universiteit van de Franse Antillen in Pointe-à-Pitre, maar trok aanvankelijk niet veel aandacht. Gros dacht destijds dat zijn vondst een schimmel was; het kostte Gros en andere onderzoekers vijf jaar om erachter te komen dat dit een bacterie is, en nog een paar jaar voordat Jean-Marie Volland, een afgestudeerde student die voor Gros werkte, de ongebruikelijke eigenschappen ervan ontdekte.
Thiomargarita betekent "zwavelparel". Dit verwijst naar het uiterlijk van de cellen; ze bevatten microscopisch kleine zwavelkorrels die invallend licht verstrooien, waardoor de cel een parelachtige glans krijgt. De naam magnifica is gekozen door onderzoeker Silvina González Rizzo, die T. magnifica zelf identificeerde als een bacterie.
De ontdekking van T. magnifica is belangrijk, omdat het de grens vervaagt tussen prokaryoten, primitieve eencellige organismen die geen celkern hebben (hun DNA is vrij zwevend), en de eukaryoten, waar het DNA is omsloten door een kernmembraan. Anders dan bij de meeste andere bacteriën zijn bij T. magnifica het DNA en de ribosomen (eiwitfabriekjes) niet vrij zwevend, maar zitten ze in de kern opgeslagen in zakjes, "pepins" genoemd, die uit kernmembraanmateriaal bestaan.